# Верхньохілинське сільське поселення
Верхньохіли́нське сільське поселення (рос. Верхнехилинское сельское поселение) — сільське поселення у складі Шилкинського району Забайкальського краю Росії.
Адміністративний центр — село Верхня Хіла.

## Населення
Населення сільського поселення становить 961 особа (2019; 1087 у 2010, 1311 у 2002).

## Склад
До складу сільського поселення входять:
| Населений пункт   | Населення, осіб (2002) | Населення, осіб (2010) |
| ----------------- | ---------------------- | ---------------------- |
| Васильєвка, село  | 172                    | 122                    |
| Верхня Хіла, село | 884                    | 796                    |
| Ульяновка, село   | 255                    | 169                    |